# Albert Delahaye
Albert Delahaye (Klimmen, 18 oktober 1915 – Breda, 19 januari 1987) was een Nederlandse archivaris en amateurhistoricus die vooral bekend is geworden vanwege zijn controversiële geschiedkundige theorieën. Dit gold in het bijzonder met betrekking tot de canon van de geschiedenis van Nederland en België vanaf de oudheid tot en met de hoge middeleeuwen. Delahaye keek hier totaal anders tegenaan dan de meeste historici en zorgde zo voor opschudding en irritatie.

## Carrière
Delahaye was de negende uit een gezin van vijftien kinderen. Hij groeide in Klimmen (nu onderdeel van Voerendaal) en volgde van 1926 tot 1932 het gymnasium van de paters Montfortanen. Daarna ging hij studeren aan het  Grootseminarie van Oirschot.
Hij trouwde met Frieda Koene (1916-2000). In 1945 werd hun eerste zoon geboren, Régis de la Haye, die bekend werd als theoloog, journalist en archivaris. 
Delahaye was opgeleid als archivaris en was van 1946 tot 1957 wetenschappelijk archiefambtenaar (adjunct-archivaris) van Nijmegen. In deze tijd zouden bij hem de twijfels omtrent de historische juistheid van de vastgelegde Nijmeegse geschiedenis zijn opgekomen. In 1955 publiceerde hij hierover in De Gelderlander een eerste artikel.
In 1957 verhuisde het gezin Delahaye van Nijmegen naar Zundert, waar hij toen een aanstelling kreeg als directeur van het Archivariaat West-Brabant. Dit bleef hij tot zijn pensionering op 65-jarige leeftijd in oktober 1980.
Samen met onder meer Jelle Vervloet schreef Albert Delahaye in 1972 een basiswerk over de geschiedenis van Steenbergen, Steenbergen in de Middeleeuwen.

## Afwijkende opvattingen
De rode draad in Albert Delehayes afwijkende opvattingen is dat de meeste bekende gebeurtenissen uit de canonieke geschiedenis van de Lage Landen vanaf de Romeinse oudheid tot de late middeleeuwen in werkelijkheid moeten worden gesitueerd in wat nu het noorden van Frankrijk is. Latere geschiedschrijvers (met name vanaf de 15e eeuw) zouden een aantal belangrijke feiten hebben verdraaid, onjuist hebben weergegeven en al dan niet doelbewust hebben vertekend. De hedendaagse geschiedkundige wetenschap zou zich aldus een rad voor ogen zou hebben laten draaien. Op dezelfde manier zouden ook allerlei (plaats)namen uit oude geschriften binnen de traditionele geschiedwetenschap eeuwenlang verkeerd zijn geïnterpreteerd.
Een ander belangrijk argument waren voor hem de Duinkerke-transgressies, die ertoe zouden hebben geleid dat grote delen van de Nederlandse en Duitse kuststreek van de 3e en 9e eeuw onder water stonden. Mede daardoor moesten allerlei vroegmiddeleeuwse gebeurtenissen volgens hem wel ergens anders plaatsgevonden hebben. Daarnaast ontbrak het, volgens Delahaye, aan voldoende relevante archeologische vondsten die de overgeleverde geschiedschrijving van vooral Midden- en Noord-Nederland overtuigend staafden. 
Veel van de altijd in Nederland gesitueerde toponiemen zouden volgens Delahaye zuidwestelijker gezocht moeten worden, met name in Frans-Vlaanderen. Belangrijk is in dit verband de riviernaam Renus, zoals die is terug te vinden bij Romeinse en vroegmiddeleeuwse schrijvers. Deze moest, volgens Delahaye, niet per definitie als de huidige Rijn geïdentificeerd worden. Delahaye stelde verder dat er op soortgelijke wijze eeuwenlang allerlei fouten waren gemaakt bij de geschiedschrijving van andere regio's.

### Woongebied van de Bataven
Het woongebied van de Bataven in de oudheid – waar Julius Caesar het in De bello gallico over heeft (het "Eiland der Bataven") – moest zijns inziens niet in de Betuwe worden geplaatst, maar bij Béthune in Noord-Frankrijk. De Bataven zouden uit zichzelf nooit noordelijker (dus in het huidige Nederland en België) zijn geweest. Caesar zou zelf evenmin ooit in al deze noordelijke gebieden zijn gekomen, idem voor de meeste andere bekende Romeinse keizers en veldheren van wie dit algemeen wordt aangenomen.

### Willibrordcultus
Delahaye situeerde de moord op Bonifatius eveneens in Frans-Vlaanderen en stelde dat de omgeving van Dokkum destijds te nat was voor bewoning. Tot het begin van de 14e eeuw zou er in Noord-Nederland en Friesland überhaupt geen sprake zijn geweest van de Willibrordcultus (die er toen al wél was in Vlaanderen en Frans-Vlaanderen).

### Utrecht/Traiectum/Tournehem-sur-la-Hem
Delahaye vond het in ditzelfde verband onlogisch dat de heilige Willibrord als bisschop in Utrecht zetelde en tegelijkertijd abt was geweest van het klooster te Echternach (tegenwoordig in Luxemburg), vanwege de grote afstand tussen deze plaatsen.  De huidige stad Utrecht had volgens hem dan ook geen geschiedenis vanaf het eind van de oudheid tot aan de 11e eeuw, omdat de stad toen nog niet bestaan zou hebben. Het betreffende gebied zou ongeschikt zijn geweest voor menselijke bewoning, vanwege de vele moerassen.  De plaats die door de Romeinen als Traiectum wordt aangeduid zou in werkelijkheid het Franse Tournehem-sur-la-Hem zijn, aldus Delahaye. Hij stelde dat de naam Utrecht was afgeleid van "uit-rek" (in samenhang met het werkwoord "dreggen"). De Romeinse nederzetting op de plek van het latere Utrecht zou Colonia Albiobola Batavorum zijn geweest.

### Wijk bij Duurstede/Dorestad/Audruicq
Tussen de Romeinse en de (laat-)middeleeuwse vondsten in de Nederlandse bodem viel volgens Delahayes bevindingen bijna overal een opvallende lacune. Dit zou tevens gelden voor de opgravingen bij Wijk bij Duurstede. Delahaye baseerde hierop de conclusie dat Dorestad onmogelijk op deze plek kan hebben gelegen. De bijzondere vondsten strookten zijn inziens juist niet met andere bekende historische gegevens, zo waren er bijvoorbeeld geen restanten van kerkgebouwen aangetroffen. In werkelijkheid ging het, volgens Delahaye, hier om Munna, een roversplek.
Dorestad moest, volgens Delahaye, in werkelijkheid gelokaliseerd worden bij de Noord-Franse plaats Ouderwijk (Audruicq). Daar zouden zich dus ook alle traditioneel aan Dorestad toegeschreven gebeurtenissen zich hebben afgespeeld, zoals de aanvallen van Noormannen. In dezelfde omgeving meende Delahaye alternatieve kandidaten gevonden te hebben voor de rivieren Renus en Lokkia, die in het Cartularium van bisschop Radboud worden genoemd.

### Vikingen
De Noormannen zouden volgens Delahaye nooit in het huidige Nederland zijn geweest.

### Nijmegen/Noyon
Delahaye heeft waarschijnlijk nog de meeste opschudding veroorzaakt met zijn eigen visie op de geschiedenis van Nijmegen. Nijmegen, aldus Delahaye, ontstond pas omstreeks de 11e of 12e eeuw, aanvankelijk als een kleine nederzetting. Vanaf de 12e of 13e eeuw werd de plaats enige tijd Noviomagus genoemd (getuige officiële documenten uit deze periode), een gelatiniseerde naam die daarna zeer snel fonologisch veranderde.  Delahaye hield het erop dat Nijmegen een Duitse stichting was, aangezien de stad aanvankelijk (tot de verpanding in 1247) bij het Heilige Roomse Rijk hoorde.
Delahaye verplaatste zowel de in de kronieken beschreven Romeinse geschiedenis van Oppidum Batavorum en Ulpia Noviomagus Batavorum alsook de vroegmiddeleeuwse geschiedenis van Nijmegen naar het Noord-Franse Noyon. Deze plaats heette in de Romeinse tijd eveneens Noviomagus; de Romeinen gaven deze naam aan meer plaatsen binnen hun rijk. De Romeinse nederzetting op de plek van het huidige Nijmegen had volgens Delahaye nooit een rol van betekenis gespeeld, noch zou deze plaats van Trajanus Romeinse stadsrechten hebben gekregen. Het Legio X Gemina kwam volgens Delahayes uitleg pas naar Nijmegen vanuit Norroy in Noord-Frankrijk nadat het aldaar de Bataafse Opstand had neergeslagen. Bovendien zou het legioen de plek omstreeks 104 alweer hebben verlaten. Aan het Valkhof gebeurde daarna, volgens Delahaye, gedurende de eerste bijna duizend jaar niets van historische betekenis. Aangezien het Romeinse Noviomagus ongetwijfeld dezelfde plek is als het Noviomagus waar Karel de Grote omstreeks 770 een van zijn paltsen liet bouwen, kon deze "Valkhofpalts" volgens Delahaye dus ook alleen maar te Noyon hebben gestaan. Delahaye wees er in dit verband ook op dat Keizer Frederik I Barbarossa het in zijn gedenktekst uit 1155, die hij plaatste bij het voltooien van de Valkhofburcht, nergens heeft over Karel de Grote, maar alleen over  Caesar.
Delahaye legde de schuld van deze door hem veronderstelde plaatsnamenverwarring onder meer bij de auteurs van de Annales Fuldenses. Zij zouden zich door een gebrek aan topografische kennis vergist hebben in de locatie van Romeins en Karolingisch Noviomagus. Dit zou mede in de hand zijn gewerkt door het reeds in de 9e eeuw uiteenvallen van het Frankische Rijk; de communicatie tussen de verschillende landstreken was vanaf die tijd sterk bemoeilijkt. Nog een andere belangrijke factor was de neergang van Noyon als bestuurlijk centrum en de opkomst van Nijmegen in ongeveer dezelfde tijd.

## Tegenreacties
Delahayes theorieën hebben tot op de dag van vandaag aanhangers, hoewel ze in wetenschappelijke kringen over het algemeen nooit serieus genomen zijn en voornamelijk op irritatie en onbegrip stuitten. Al in jaren 1950 kreeg Delahaye van diverse kanten fel weerwoord, onder meer van hoogleraar B.H. Stolte. Tot zijn grootste tegenstanders behoorde de kerkhistoricus en hoogleraar middeleeuwse geschiedenis te Nijmegen Reinier Post. Het hek was echt van de dam toen Delahaye in het openbaar het bestaan van de Valkhofpalts ontkende. Zijn positie werd helemaal onhoudbaar toen hij bleef vasthouden aan zijn eigen visie op de vroege geschiedenis van Nijmegen. Hij legde hierop zijn functie als stadsarchivaris neer. 
Historisch geografen beklaagden zich dat Delahaye – en zijn latere medestanders – zich onttrokken aan het publieke debat, maar de heemkundetijdschriften wel overstelpten met misleidende artikelen.
Delahaye heeft zelf nooit afstand genomen van het grootste deel zijn tegendraadse visies, ondanks talrijke tegenwerpingen van historici, taalkundigen, archeologen en historisch-geografen. Bodemvondsten uit bijvoorbeeld Wieuwerd (Midden-Friesland) maakten geen indruk op hem. Ook de stelling dat Willibrord en een aantal andere missionarissen vooral of alleen in Frans-Vlaanderen actief zouden zijn geweest, maar zeker niet in het huidige Midden- en Noord-Nederland, is hij altijd hartstochtelijk blijven verdedigen. Wel kwam hij van zijn kant meermaals met zijns inziens verbeterde identificaties van plaatsnamen. 

### Expliciete weerleggingen
Een stortvloed aan nieuwe publicaties op het gebied van geologie, archeologie, geschiedschrijving en taalkunde moest aantonen dat Delahayes opvattingen op allerlei punten ongegrond waren.  
De hoogleraren Jules Bogaers en Piet Leupen probeerden in 1982 gezamenlijk Delahayes visie op de geschiedenis van Nijmegen puntsgewijs te ontkrachten. Bogaers betoogde dat als Nijmegen en het Noviomagus dat op de 4e-eeuwse Peutingerkaart staat aangegeven, verschillende plaatsen zouden zijn, ook allerlei routes, plaatsen en rivieren op de kaart niet konden kloppen. Hierna gaf Leupen een toelichting bij een door Delahaye opgemerkte passage uit het Bronnenboek van Nijmegen (1981) waarin het lijkt te gaan over de 'bisschop van Noviomagus [Nijmegen]', die onmogelijk bestaan kan hebben. Volgens Leupen interpreteerde Delahaye dit helemaal foutief en ging het in werkelijkheid over de bisschopswijding van Gerard I van Kamerijk in 1012 door de keizer.
In reactie op Delahayes visie op (het ontbreken van) de geschiedenis van Utrecht schreef de Belgisch taal- en naamkundige en paleograaf Maurits Gysseling in 1980 het artikel Lag Nederland in Frankrijk? Dit artikel moest de beweringen van Delahaye over de Peutingerkaart en over de herkomst van de namen Trajectum en Noviomagus (Utrecht en Nijmegen) weerleggen. Gysseling wilde ook aantonen dat Delahaye de herkomst van nog veel meer oorspronkelijk Romeinse toponiemen verkeerd uitlegde, zodat er van de geloofwaardigheid van Delahayes stellingen uiteindelijk niets zou overblijven.
In het artikel De oorsprong van de Sint Maartensverering in Utrecht beargumenteerde Martin W.J. de Bruijn dat de door Delahaye vermeende breuk (bij het aantreden van Baldrik) in de opvolging van de Utrechtse bisschoppen niet aangetoond kon worden. Mediëviste Martine De Reu van de Universiteit Gent concludeerde in 1989 dat Delahayes identificaties "op historische gronden zeer onwaarschijnlijk, soms zelf onmogelijk" zijn. Naar haar mening had Delahaye geenszins bewezen "dat Nederland een stuk geschiedenis van Noord-Frankrijk 'gestolen' heeft".

## Navolging
Het gedachtegoed van Delahaye werd ook na zijn dood nog met verve verdedigd, onder meer door zijn zoon Guido Delahaye. Tot Delahayes overige gelijkgezinden behoort de Vlaamse classicus Joël Vandermaele (1930-2017). In de afwijzing van Delahayes argumenten zagen Delahaye cum suis juist bewijs dat er nog steeds sprake was van een complot om bepaalde historische feiten verkeerd weer te geven. 
Een aantal critici van de gangbare visie op de Nederlandse geschiedenis vormden een subgroep binnen de Studiekring Eerste Millennium (SEM), waarin ze Delahayes theorieën nader willen onderzoeken, zonder deze per definitie voor waar aan te nemen. Delahayes opvattingen inclusief actualisaties hiervan staan tegenwoordig op sommige internetsites, waarvan noviomagus.info – de persoonlijke site van Guido Delahaye – de meest uitgebreide is.

## Repliek
- Gijs van Udenhout, Willibrord en Bonifatius. Waren ze ooit in Nederland?. Gearchiveerd op 6 maart 2016.

- Post, R.  (1956). Het Karolingische Paleis op het Valkhof. Gearchiveerd op 18 januari 2017. Numaga: tijdschrift gewijd aan heden en verleden van Nijmegen en omgeving  3 (2)

- Stolte, B.H. (1958). Nijmegen is tóch Noviomagum. AO-reeks. Gearchiveerd op 10 augustus 2020.

- Stolte, B.  (1963). Demystificatie van het mysterie van de Keizer Karel-stad. Gearchiveerd op 18 januari 2017. Numaga: tijdschrift gewijd aan heden en verleden van Nijmegen en omgeving  10 (1)

- Stolte, B.  (1966). Overbodige vraagstukken in de historische geografie van Nederland. Gearchiveerd op 18 januari 2017. Numaga: tijdschrift gewijd aan heden en verleden van Nijmegen en omgeving  13 (1)

- Gysseling, M.  (1980). Lag Nederland in Frankrijk?. Jaarboek De Franse Nederlanden  5: 139-157

- Bogaers, J.E., Leupen, P.H.D.  (1982). Nijmegen en de dooddoeners van Delahaye. Gearchiveerd op 18 januari 2017. Numaga: tijdschrift gewijd aan heden en verleden van Nijmegen en omgeving  29 (3/4): 69-81

- Bijsterveld, A.  (1983). Albert Delahaye, Willibrord en Waalre, de zwakheid van Delahaye’s beweringen. Tijdschrift Brabants Heem  35 (2, 3 en 4)

- De Reu, M.  (1989). Willibrord in Nederland: een mythe?. Gearchiveerd op 3 december 2019. Handelingen der Maatschappij voor Geschiedenis en Oudheidkunde te Gent  xxxxiii